# Línia 3 del metro de Barcelona
La línia 3 o línia verda del metro de Barcelona és una línia de ferrocarril metropolità soterrada que dona servei a la ciutat de Barcelona. És la línia més antiga del metro, inaugurada l'any 1924 i batejada com Gran Metro, unint les estacions de Catalunya i Lesseps, sota la gestió de la companyia Gran Metropolità de Barcelona fins a la fusió amb Ferrocarril Metropolità de Barcelona.
Actualment uneix les estacions de Zona Universitària i Trinitat Nova, en un traçat de doble via soterrada. Les cotxeres es troben a Sant Genís (Vall d'Hebron). Les antigues cotxeres de Lesseps ja no donen servei i tenien la peculiaritat d'estar ubicades en unes naus a l'exterior, pujant i baixant els trens amb un elevador. Actualment té 18,4 quilòmetres de longitud i vint-i-sis estacions.

Esquema de la línia 3

## Característiques generals
La línia 3 és una línia operada per Ferrocarril Metropolità de Barcelona sota la marca de Transports Metropolitans de Barcelona (TMB). El traçat de la línia és de doble via soterrada. Les cotxeres i tallers es troben a Sant Genís, a l'estació de la Vall d'Hebron.
La línia 3 té una longitud de 18,4 quilòmetres, 26 estacions, 19 trens en hora punta i l'any 2011 s'hi van realitzar un total de 86 milions de viatges, esdevenint així la segona línia en volum de viatges per darrere de la L1.
L'únic municipi cobert per la línia és la ciutat de Barcelona i transcorre per vuit districtes: Ciutat Vella, les Corts, Eixample, Gràcia, Horta-Guinardó, Nou Barris, Sant Martí i Sants-Montjuïc.

### Infraestructura
La línia 3 és de via doble, amb circulació pel costat dret. Les vies són d'ample internacional (1.435 mm). La totalitat de la línia està soterrada. Hi ha cues de maniobres a Canyelles, Trinitat Nova i Zona Universitària, així com un apartador a Lesseps, que fins al 1983 servia de cua de maniobres i fins al 1988 era la via d'accés al montacàrregues que accedia a les cotxeres de Lesseps.
Gairebé tota la longitud del túnel és monotub, a excepció dels trams d'algunes estacions, on hi ha un mur central; i al tram entre Catalunya i Passeig de Gràcia, on hi ha un salt de moltó que servia la bifurcació entre els ramals del Gran Metro de les Rambles i el de Via Laietana entre 1926 i 1972. Actualment continua existint un enllaç de servei entre les línies 3 i 4, però només d'una via.

#### Electrificació
El sistema d'electrificació actual és amb catenària rígida a 1.200 V en corrent continu.
El 1924 obre el primer tram del Gran Metro i ho fa amb un sistema d'electrificació mitjançant catenària convencional a 1.200 Vcc.
L'any 1975 s'inaugura el tram Paral·lel - Zona Universitària amb tercer carril a 1.200 Vcc. Aquesta diferència respecte l'altre tram de la línia impossibilita l'operació conjunta, que obliga a explotar la línia com si en fossin dues i a fer transbordament a l'estació de Paral·lel. El 1982 es resol aquest problema, canviant a tercer carril la resta de la línia i obligant a instal·lar frotadors als trens de la sèrie 300.
A finals dels anys 90, TMB decideix canviar el sistema d'electrificació a un sistema amb catenària rígida.

#### Estacions
Les estacions són majoritàriament amb andanes laterals, excepte Mundet, Valldaura, Canyelles, Roquetes i Trinitat Nova. Les estacions que han sofert un canvi de nom són les següents: Palau Reial (Palacio), Sants Estació (Roma), Poble Sec (Parlamento), Paral·lel (Pueblo Seco), Drassanes (Atarazanas), Passeig de Gràcia (Aragón) i Diagonal (Diagonal - Pº Gracia).
Totes les estacions estan preparades per allotjar trens de cinc cotxes. Inicialment les estacions del Gran Metro tenien andanes de 70 metres de longitud, però entre 1969 i 1983 es van fer obres per allargar les andanes fins a uns 90 metres, per encabir-hi trens de cinc cotxes.
La majoria d'estacions estan adaptades a persones amb mobilitat reduïda, concretament el 96% (25 de 26); sent la única Estació no adaptada a mobilitat reduida Espanya. Hi ha un total de dotze estacions amb correspondència amb altres línies de metro, tramvia i trens de rodalia i regionals:
| Estació                     | Metro | Altres                      |
| --------------------------- | ----- | --------------------------- |
| Zona Universitària          |       | obres · Estació d'autobusos |
| Palau Reial                 |       |                             |
| Maria Cristina              |       |                             |
| Sants Estació               |       | Estació d'autobusos         |
| Espanya                     |       |                             |
| Paral·lel                   |       |                             |
| La Ramba \| Drassanes       |       |                             |
| Catalunya                   |       |                             |
| Passeig de Gràcia           |       |                             |
| Diagonal                    |       |                             |
| Lesseps                     | obres |                             |
| Vall d'Hebron \| Sant Genís |       |                             |
| Trinitat Nova               |       |                             |

#### Cotxeres i tallers
Les cotxeres i els tallers estan situats a Sant Genís, al costat de l'estació Vall d'Hebron. Aquestes cotxeres foren inaugurades l'1 de març de 1991.
Anteriorment les cotxeres de la línia 3 i del Gran Metro estaven situades prop de la plaça Lesseps. L'accés des de les vies es feia a través d'un elevador amb capacitat per a un cotxe. La clausura de les instal·lacions es va fer el 12 de març de 1988.

### Material mòbil

#### Material mòbil actual
Actualment circulen trens de les sèries 5000 i 7000. Tots els combois estan formats per cinc cotxes.
Els trens de la sèrie 3000 van entrar en servei a la línia 3 entre el 29 de setembre de 1986 i el 8 de febrer de 1988. Entre 2007 i 2011 es va fer la remodelació de mitja vida i es va aprofitar per renovar l'interior i afegir intercomunicació entre cotxes. Aquesta sèrie s'està retirant de la circulació des de la primavera de 2023 i s'estan substituint per la sèrie 7000.
Els trens de la sèrie 2000 van ser introduïts a la línia 3 l'any 2001, amb motiu del perllongament de Montbau a Canyelles. Les primeres unitats van ser entregades l'any 1992 i fins abans de prestar servei a la línia 3, ho van fer a la línia 2. La remodelació de mitja vida es va fer entre 2015 i 2018.
A partir de l'any 2005 es van incorporar 6 trens de la sèrie 5000 a la flota de la línia 3.

La inauguració i posada en servei comercial dels trens de la sèrie 7000 es va fer el 14 de març de 2023. En total entraran en servei 26 unitats, que substituiran els trens de la sèrie 2000 i 3000.

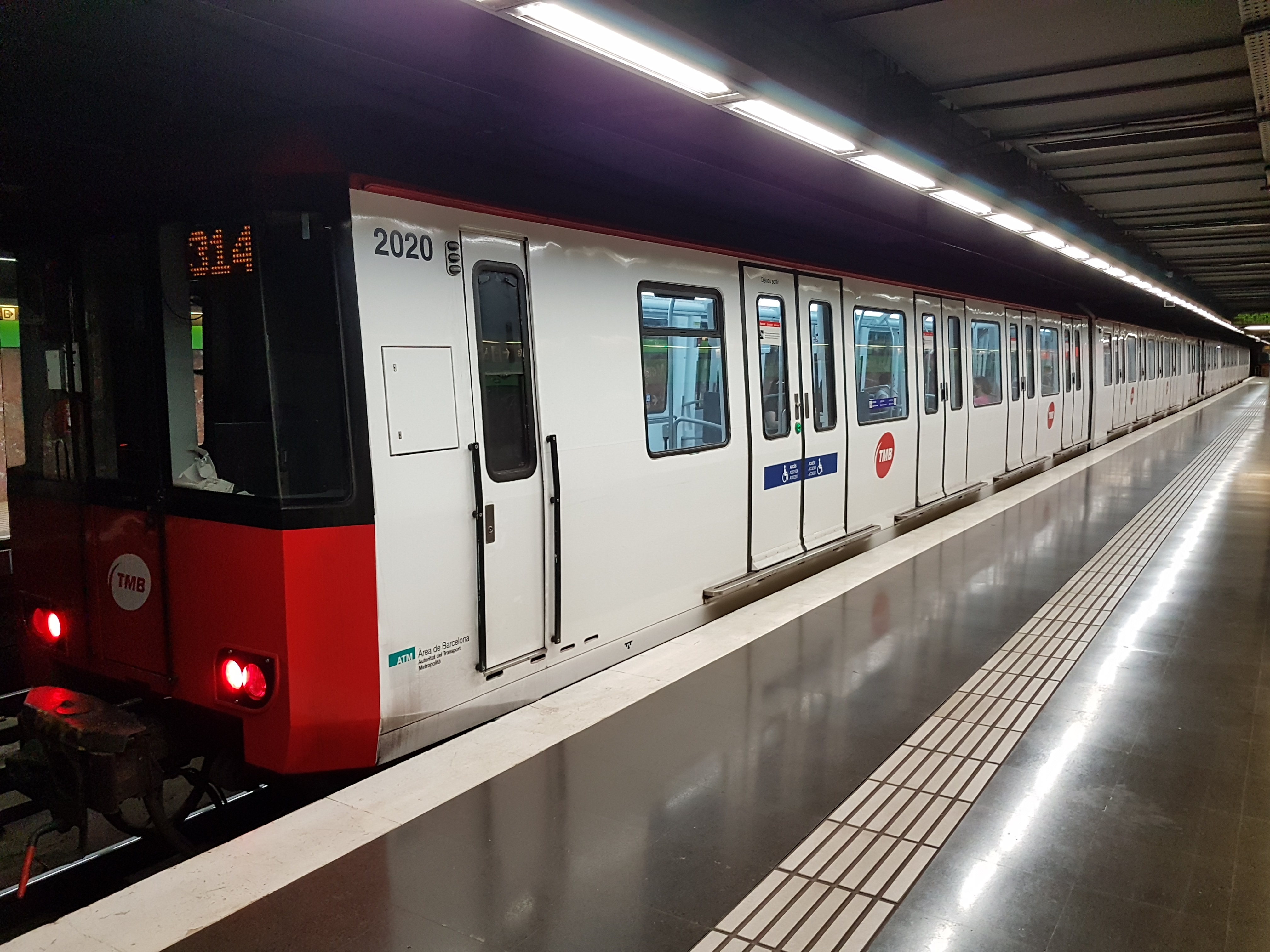
Sèrie 2000
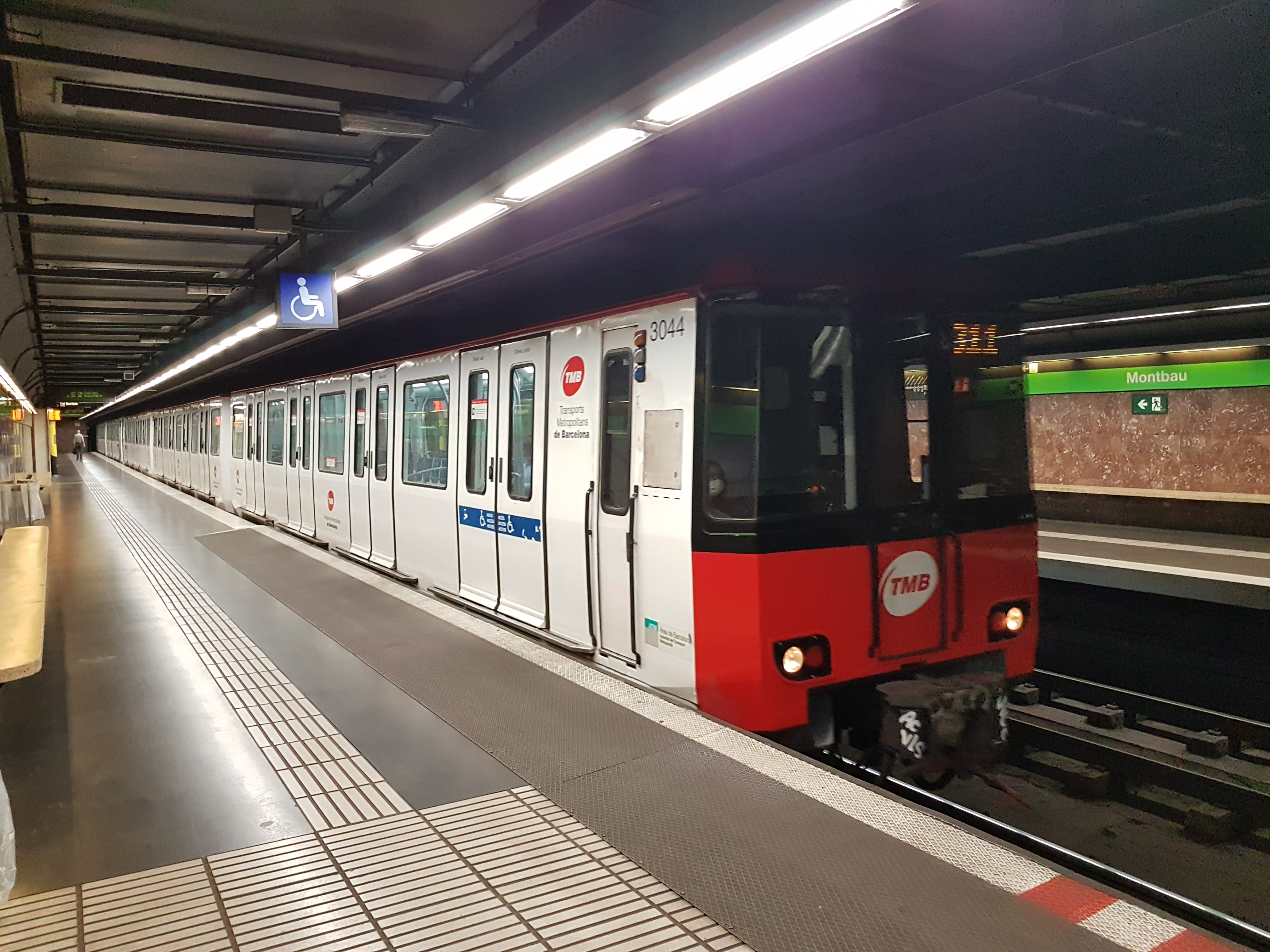
Sèrie 3000
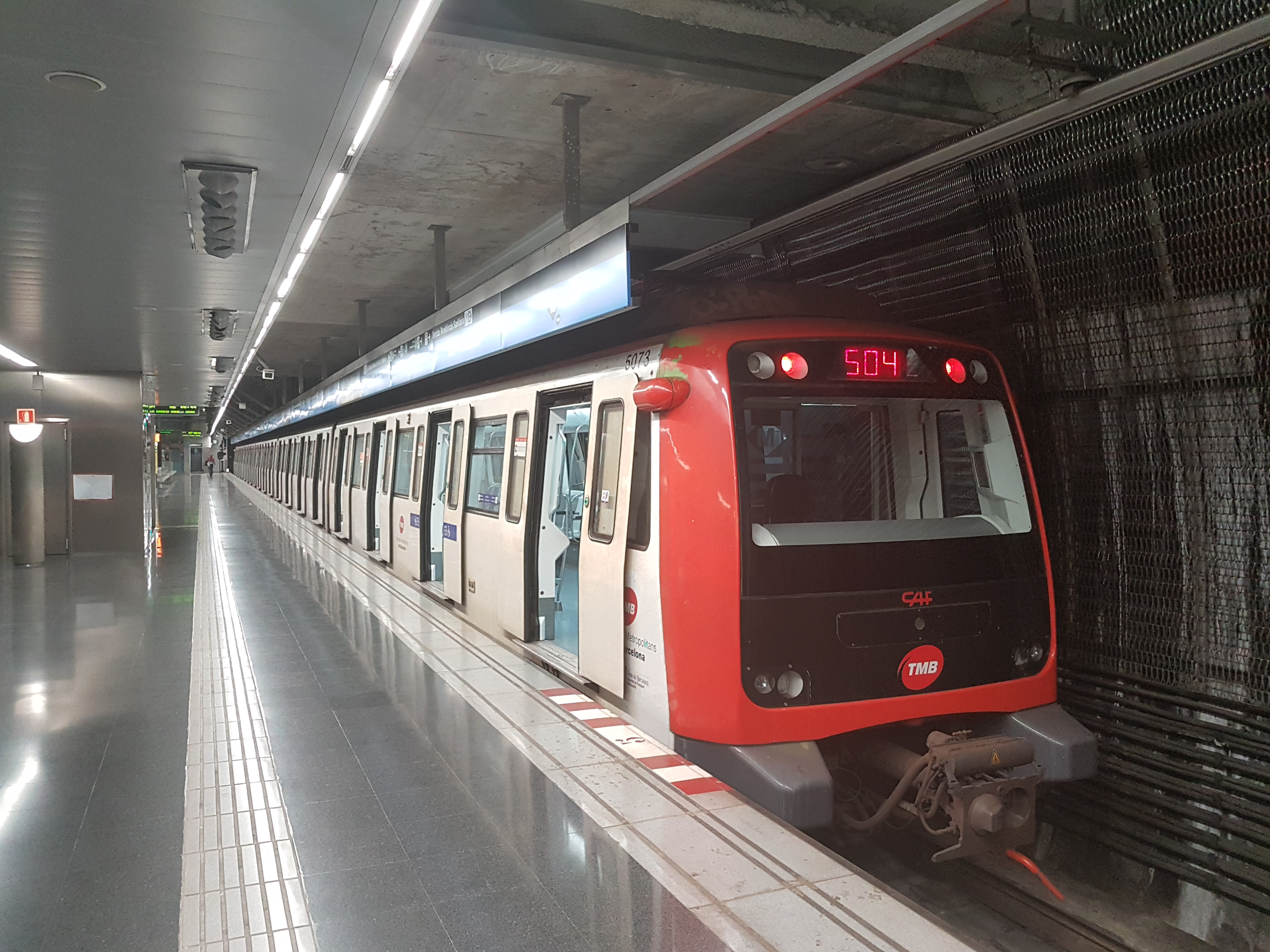
Sèrie 5000
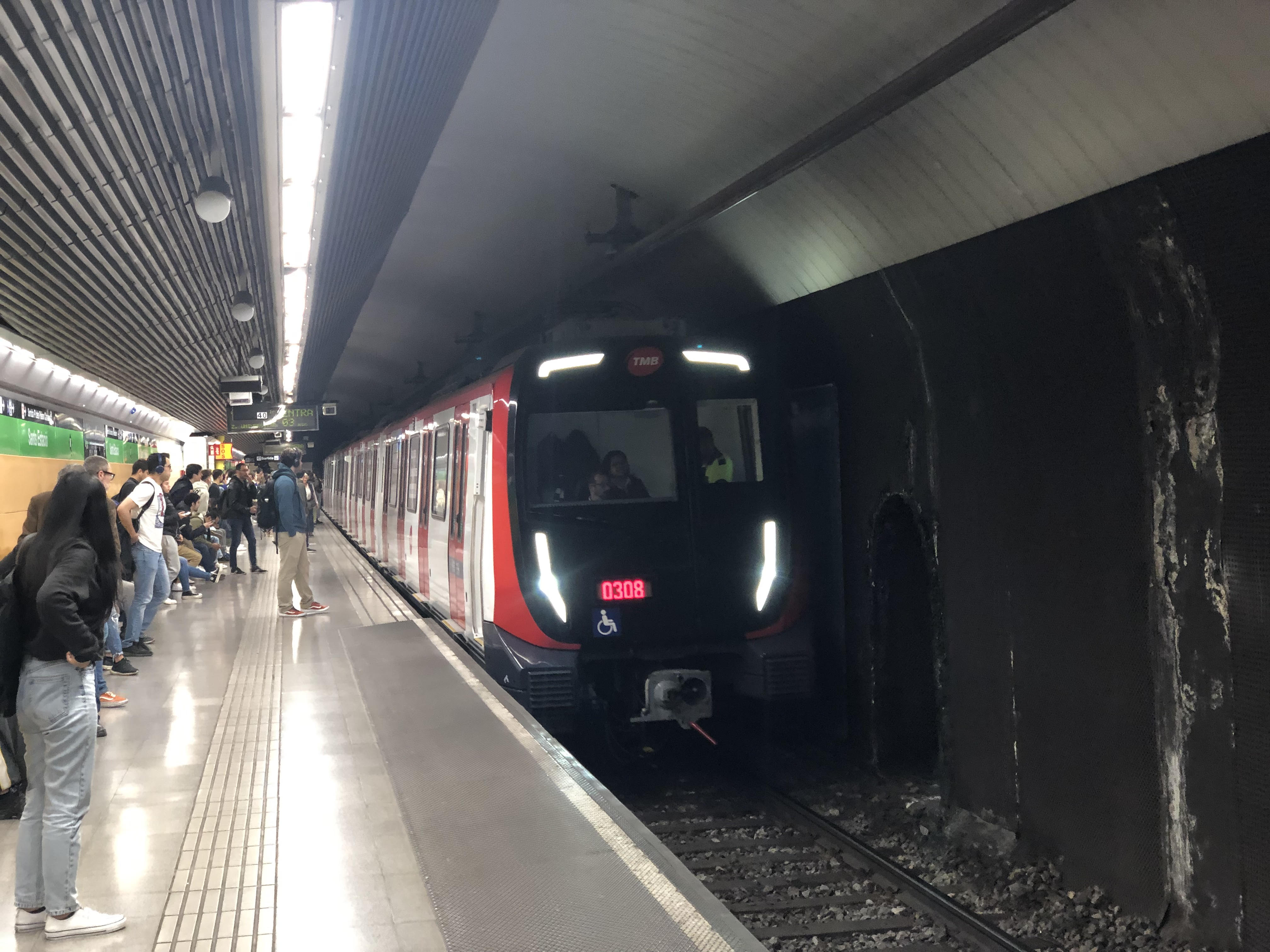
Sèrie 7000

#### Material mòbil històric
Antigament hi havien circulat trens de les sèries 300 i 1100.
El material que va prestar servei des de la inauguració del Gran Metro va ser la sèrie 300. La primera subsèrie en ser construida va ser la R, inicialment formada per 10 cotxes motors i 10 remolcs amb cabina. El 1944 es van adquirir dos cotxes motors i dos cotxes remolcs de la subsèrie S, del mateix model que els trens destinats a l'ampliació de la línia 4 del metro de Madrid cap al barri de Salamanca. Entre 1949 i 1959 s'incorporen sis motors i sis remolcs de la subsèrie B a la flota del Gran Metro. La darrera subsèrie de la serie 300 va ser la C, per la que es van comprar 20 cotxes motors i 20 cotxes remolcs, encara que no es van destinar tots al Gran Metro. La sèrie 300 es va anar retirar progressivament de la circulació fins que el 1988 es va fer la cerimònia de comiat i es van retirar els darrers trens en servei.
Per altra banda, el 1975 va entrar en servei els trens de la sèrie 1100 per prestar servei a la línia IIIB, que en aquells moments comprenia el tram servit per tercer carril entre Zona Universitària i Paral·lel. El 1982, amb la substitució de la catenària per tercer carril al tram entre Paral·lel i Lesseps, van començar a prestar servei a la totalitat de la línia, fins que a finals dels anys 80 van ser enviats a la línia 4.

## Història
L'actual línia 3 és fruit de diferents projectes ferroviaris que anaren variant al llarg dels anys. Inicialment va néixer com una línia de la mà de la companyia Gran Metropolità de Barcelona (GMB), a la qual se li afegí un ramal (línia II) des de Passeig de Gràcia, formant una Y invertida, aprofitant els túnels que el 1908 l'Ajuntament de Barcelona va construir a Via Laietana durant el Pla de Reforma de la Ciutat. Posteriorment el Pla de Metros de 1966 va segregar el ramal de Via Laietana per fer dues línies circulars. A partir del 1971 es modificà el projecte, mantenint la segregació que es faria efectiva el 1972, plantejant ja la línia que ha arribat fins avui dia.

### Cronologia
- 1908: L'Ajuntament de Barcelona realitza obres a la Via Laietana, construint túnels per a una futura línia de ferrocarril metropolità.
- 1921: Es constitueix la societat Gran Metropolità de Barcelona S.A. (GMB).
- 1924: S'inaugura la línia I del Gran Metro (l'actual L3).
- 1925: Es perllonga la línia fins a Liceu.
- 1926: S'inaugura la línia II del GMB, el ramal de Via Laietana entre Aragó (ara Passeig de Gràcia) i Jaume I.
- 1934: Es perllonga la línia II fins a Correus.
- 1946: S'amplia la línia des de Liceu a Ferran.
- 1952: L'Ajuntament de Barcelona aprova la municipalització de totes les empreses de transport públic de la ciutat.
- 1961: El Gran Metropolità de Barcelona és absorbit per Ferrocarril Metropolità de Barcelona i les dues línies del GMB es reanomenen a línia III.
- 1966: Al Pla de Metros de 1966 es proposa la creació d'una línia IV circular, segregant el ramal de Via Laietana de la línia III des de la bifurcació d'Aragó, a l'estació de Passeig de Gràcia, fins a l'estació de Correus, com inici d'aquesta.
- 1968: Es tanca l'estació de Ferran i s'obre Drassanes.
- 1970: S'amplia la línia amb una estació, Pueblo Seco, ara denominada Paral·lel.
- 1972: El 20 de març es tanca permanentment l'estació de Correus i el 4 d'abril per les obres d'adaptació el tram entre Urquinaona i Jaume I, deixant de pertànyer a la línia III.
- 1975: S'obre la línia III-B des de Paral·lel (Pueblo Seco) a Zona Universitària.
- 1982: Es fusiona la línia III i III-B i se'ls dona el nom de L3.
- 1985: Es perllonga la línia a Montbau.
- 2001: S'amplia la línia fins a Canyelles.
- 2002: Se substitueix l'alimentació per tercer carril per un sistema de catenària rígida.
- 2008: La línia 3 arriba a Trinitat Nova on enllaça amb la L4 i L11.
- 2013: Morí Ramon Julibert i Torras, que durant 50 anys cantava òpera en algunes estacions del metro d'aquesta línia, el que centenars de persones van recordar a les xarxes socials.[25]

### Antecedents

Ferrocarril Metropolità Nord-Sud de Barcelona.

Durant el segle xix, la població de Barcelona es va quintuplicar arribant als 544.137 habitants l'any 1900 a causa de la industrialització. L'any 1863 es va inaugurar el Ferrocarril de Barcelona a Sarrià (actualment Línia Barcelona-Vallès) i el 1872 la primera línia de tramvies amb tracció animal, des del Pla de la Boqueria a la Vila de Gràcia. Mentrestant, l'any 1863 s'inaugurava la primera línia del metro de Londres que funcionava amb trens de vapor i a Lichterfeld (Alemanya) l'any 1881 apareixia el primer ferrocarril elèctric de servei públic.
El 1900 el tràfic rodat havia augmentat considerablement i les principals vies s'embussaven sovint. Pau Muller i Gonçal Zaragoza van sol·licitar l'any 1907 la concessió d'un ferrocarril subterrani a Barcelona, anomenat Ferrocarril Metropolità Nord-Sud de Barcelona, per unir el Parc de la Ciutadella amb la Bonanova, passant subterràniament a través del passeig de Colom, la Rambla, plaça de Catalunya, passeig de Gràcia, carrer Gran de Gràcia, plaça de Lesseps, la muntanya del Putxet i el passeig de Sant Gervasi. Tot i l'interès, tant de tècnics com de les autoritats municipals, els autors del projecte no van trobar el finançament necessari per dur-lo a terme i van transferir tots els drets de la concessió al Banco de Vizcaya.

### Gran Metro

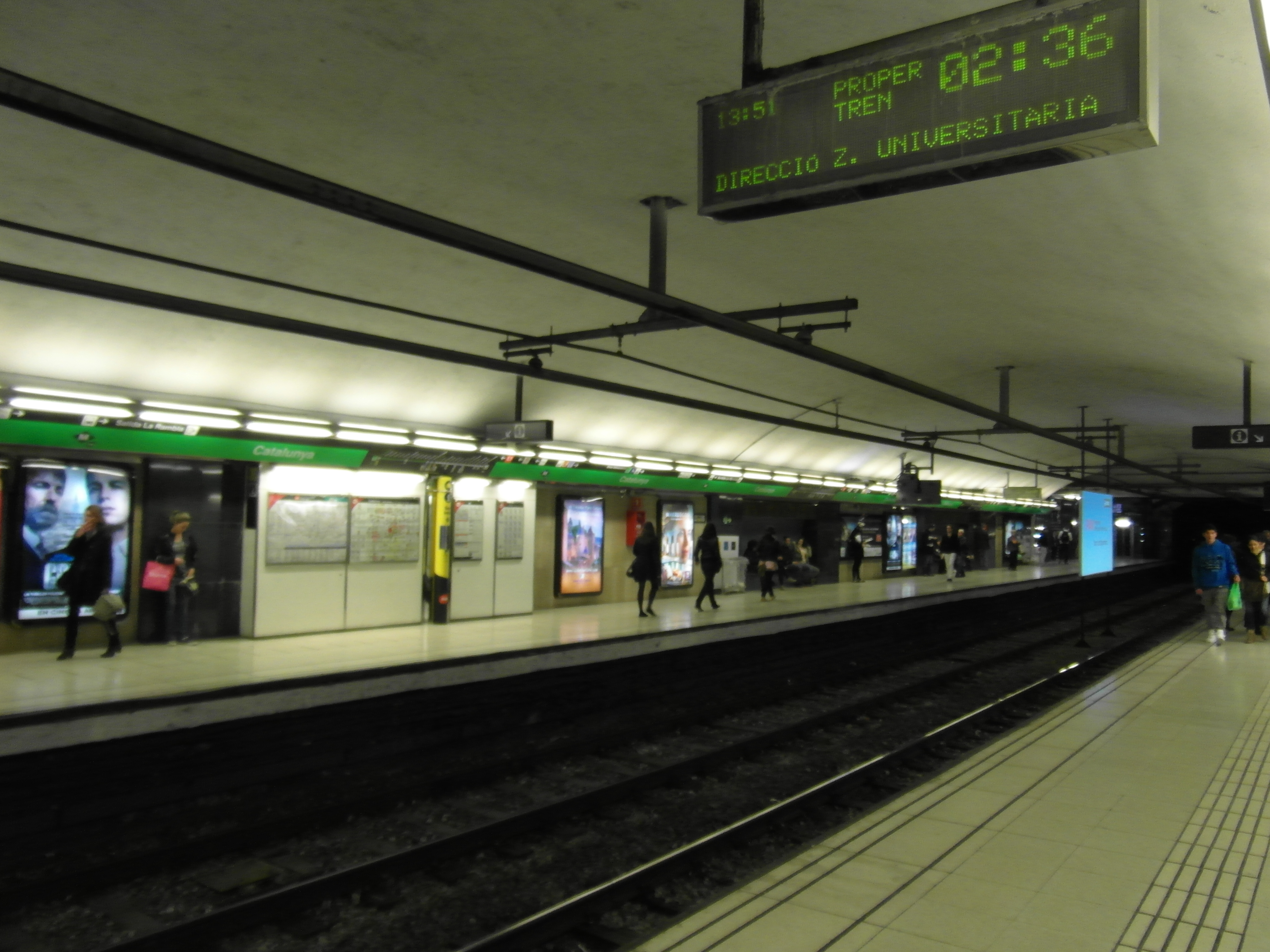
El 1924 es va inaugurar el Gran Metro entre Catalunya (a la foto) i Lesseps, la primera línia de metro de Barcelona.

El 1920 el Banco de Vizcaya va decidir reprendre el projecte pel progressiu augment del tràfic de la xarxa de tramvies, la inauguració del metro de Madrid i l'interès generat per la construcció del Metro Transerval. Per Reial Ordre de 12 de febrer de 1921 s'atorgà a aquest banc la concessió del ferrocarril elèctric subterrani per a 99 anys. Per coordinar la gestió de la línia i ampliar el finançament, Banco de Vizcaya es va associar a altres empreses de transport públic de Barcelona i es va constituir una societat denominada Gran Metropolità de Barcelona S.A. (GMB).
Al cap de poc d'iniciar-se les obres al juliol de l'any 1921, la societat GMB va presentar un projecte de modificació del traçat modificant els dos extrems de la línia que fou ser aprovat per la Divisó de Ferrocarrils el 1922. Per un extrem se situava l'estació terminal a la plaça de Lesseps en comptes d'al passeig de Sant Gervasi, ja que els darrers anys s'havien construït diverses línies de tramvies a la zona i GMB volia sol·licitar la concessió d'una nova línia que hi passés. A l'altre extrem modificava el projecte inicial per la construcció d'una nova línia que s'iniciés a passeig de Gràcia fins al Portal de Mar, ja que la construcció dels túnels al llarg del passeig de Colom es veia complicada perquè el subsòl està format per blocs de pedra de l'antiga escullera i podria causar filtracions d'aigua. El traçat d'aquesta es preveia per la ronda de Sant Pere i Via Laietana. A Laietana aprofitaria els túnels ja existents que va construir l'Ajuntament de Barcelona el 1908 durant el Pla de Reforma de la Ciutat i que encara no s'havien utilitzat. GMB va adquirir els túnels per 800.000 pessetes i, a més, havia de pagar a l'Ajuntament un cànon anual de 45.000 pessetes i una participació de l'explotació de la línia.
Amb la modificació es passava de tenir una línia a dues en forma de Y i un tram comú, anomenades línia I (de Lesseps a Liceu) i línia II (d'Aragó –ara Pg. de Gràcia– a Correus). A més, GMB també projectava la construcció de tres línies més:
- Línia III: cap al nord, des de Lesseps a Sant Gervasi, Vallcarca i Horta amb una longitud de 4.917 metres.
- Línia IV: línia de circumval·lació des de Lesseps a Sarrià, les Corts, Sants, Hostafrancs, el Poble-sec, la Rambla, per l'avinguda de la Catedral cap al Parc de la Ciutadella i l'Estació de França, on ennlaçaria amb la línia II.
- Línia V: des de l'Estació de França cap al passeig de Colom, la Porta de la Pau i la Rambla de Santa Mònica fins a Liceu, on enllaçaria amb la línia I i IV.

Les obres es dugueren a terme de forma subterrània a l'Eixample i Gràcia per no afectar col·lectors i la rasa del carrer d'Aragó de la línia de Barcelona a Tarragona d'MZA, mentre que a Ciutat Vella es van fer a cel obert a causa d'aigües subàlvies.
La inauguració del primer ferrocarril metropolità de la ciutat tingué lloc el 30 de desembre de 1924, presidida per l'infant Ferran de Baviera en representació del rei Alfons XIII. Es va obrir el tram entre Catalunya i Lesseps de la línia I, ja que el tram de Liceu estava més endarrerit. Tenia una longitud de 2.741 metres amb quatre estacions: Lesseps, Diagonal, Aragó (actualment Passeig de Gràcia) i Catalunya, amb ascensors a Lesseps i Fontana, aquesta última oberta posteriorment l'1 de maig de 1925 i l'ampliació fins a Liceu el 5 de juliol.

### Línia II del GMB

El ramal del Gran Metro (en groc) s'obrí el 1926 fins Jaume I i el 1934 fins Correus. El 1946 s'allargà l'altre ramal (en verd) fins Ferran

La línia II anava força endarrerida per l'abundància d'aigües subterrànies i per la construcció de l'estació de Jaume I, ja que l'Ajuntament de Barcelona no permetia parar la circulació de Via Laietana. El primer tram d'aquesta línia es va inaugurar el 19 de desembre de 1926, entre Aragó (ara Passeig de Gràcia) i Jaume I, amb una tercera estació a Urquinaona. El perllongament de la línia II fins a Correus es va inaugurar el 20 de febrer de 1934, tram en via única que després es desdoblaria a la dècada de 1940, quan també es modernitzarien els ascensors d'Urquinaona i Fontana. A més, també es perllongaria la línia I l'any 1946 des de Liceu fins a Ferran (Fernando).
A finals d'aquesta dècada no es van poder realitzar tres projectes per diverses raons:
- Prolongació de la línia II des de Correus fins a l'Estació de França.
- Prolongació de la línia I des de Lesseps fins al carrer de Pàdua (rebutjat pel Ministeri d'Obres Públiques).
- Construcció d'una nova estació, Travessera, entre Fontana i Diagonal (es va apropar pel MOP i es va expropiar la finca, però l'expedient es va allargar massa).

### Municipalització i absorció del GMB
L'octubre de 1952 el ple de l'Ajuntament de Barcelona va aprovar un acord on es preveia la municipalització de totes les empreses de transport públic de la ciutat, afectant el Ferrocarril Metropolità de Barcelona, el Gran Metropolità de Barcelona i Tramvies de Barcelona. L'any 1955 els propietaris del Gran Metropolità de Barcelona i Tramvies de Barcelona van firmar l'acord de l'adquisició de les accions per part l'Ajuntament. El 1958 l'Ajuntament va acabar de comprar el Ferrocarril Metropolità de Barcelona, hi va participar des de la seva constitució i el 1928 en controlava bona part. Tres anys més tard, el 1961 el Gran Metropolità va ser absorbit per FMB, creant Ferrocarril Metropolità de Barcelona SA/SPM.
Una de les millores més importants de la fusió va ser la construcció d'una galeria de connexió de les andanes de les estacions de Catalunya del Gran Metro i el Metro Transversal. Després de la fusió, les línies I i II del GMB (tota la Y) van passar a denominar-se línia III.

### Projecte Línia III

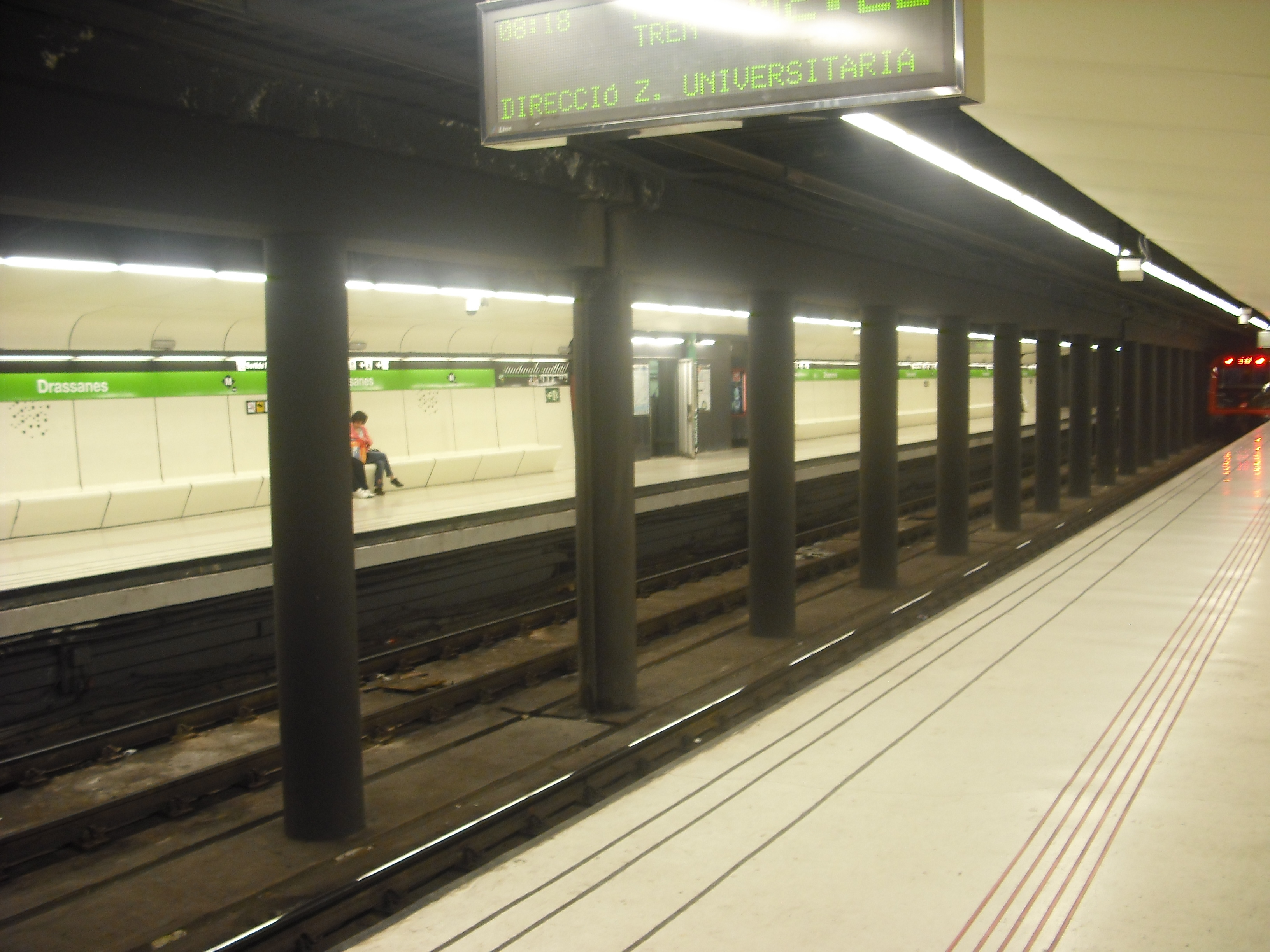
Prolongació el 1970 de la línia III a Drassanes, que el 1972 perdria el ramal de Via Laietana que passava a ser la línia IV.

Al Pla d'Urgència de 1963 es proposava el perllongament des de Ferran a Plaça d'Espanya i des de Lesseps al carrer de Vallirana. Al Pla de Metros de 1966 es proposa la segregació del ramal de Via Laietana (antiga línia II del GMB) de la línia III des de la bifurcació d'Aragó, a l'estació de Passeig de Gràcia, fins a l'estació de Correus per crear una línia circular a l'Eixample, Ciutat Vella, Sant Martí, Sant Andreu, Guinardó i Gràcia.
El 20 de març de 1972 es va tancar definitivament al públic l'estació de Correus i des del 4 d'abril temporalment el tram entre Urquinaona i Jaume I per realitzar-hi obres: així, la línia III passava a perdre el ramal de Via Laietana i a ser una línia sense ramals, des de Lesseps a Liceu. L'antic ramal de Via Laietana es reobriria el 1973 com a línia IV,
Per a la línia III que restava es proposava convertir-la en una línia circular que arribaria fins a l'Avinguda Diagonal des del barri de les Corts i posteriorment tancaria el cercle a Lesseps. El 1971 es rectifica el projecte per deixar de ser una línia circular, amb un traçat similar a l'actual entre Zona Universitària i Canyelles (aquesta en seria la terminal), però amb el perllongament des de Zona Universitària fins a Esplugues de Llobregat i Sant Just Desvern. El 1974 es proposa el perllongament des de Canyelles a Trinitat Nova i des d'allà a Ciutat Meridiana.

### Tram Ferran-Paral·lel
L'1 de març de 1968 es va tancar definitivament l'estació de Ferran per l'ampliació d'una estació des de Liceu a Drassanes. L'ampliació es va fer a mitjans de desembre del mateix any; la pròxima perllongació a Paral·lel ja estava en obres i els túnels ja estaven finalitzats.
El 17 de juny de 1970 es va perllongar amb una estació des de Drassanes a Pueblo Seco, estació que actualment es denomina Paral·lel. El perllongament de 700 metres arribava a la part baixa del barri de Poble Sec a l'avinguda del Paral·lel, ja estava programada el futur enllaç amb la línia 2 que no s'inauguraria fins al 1995. Pel moment ja tenia enllaç amb el Funicular de Montjuïc i el Telefèric (enllaç amb el funicular) s'estava enllestint.

### Línia III-B Poble Sec - Zona Universitària

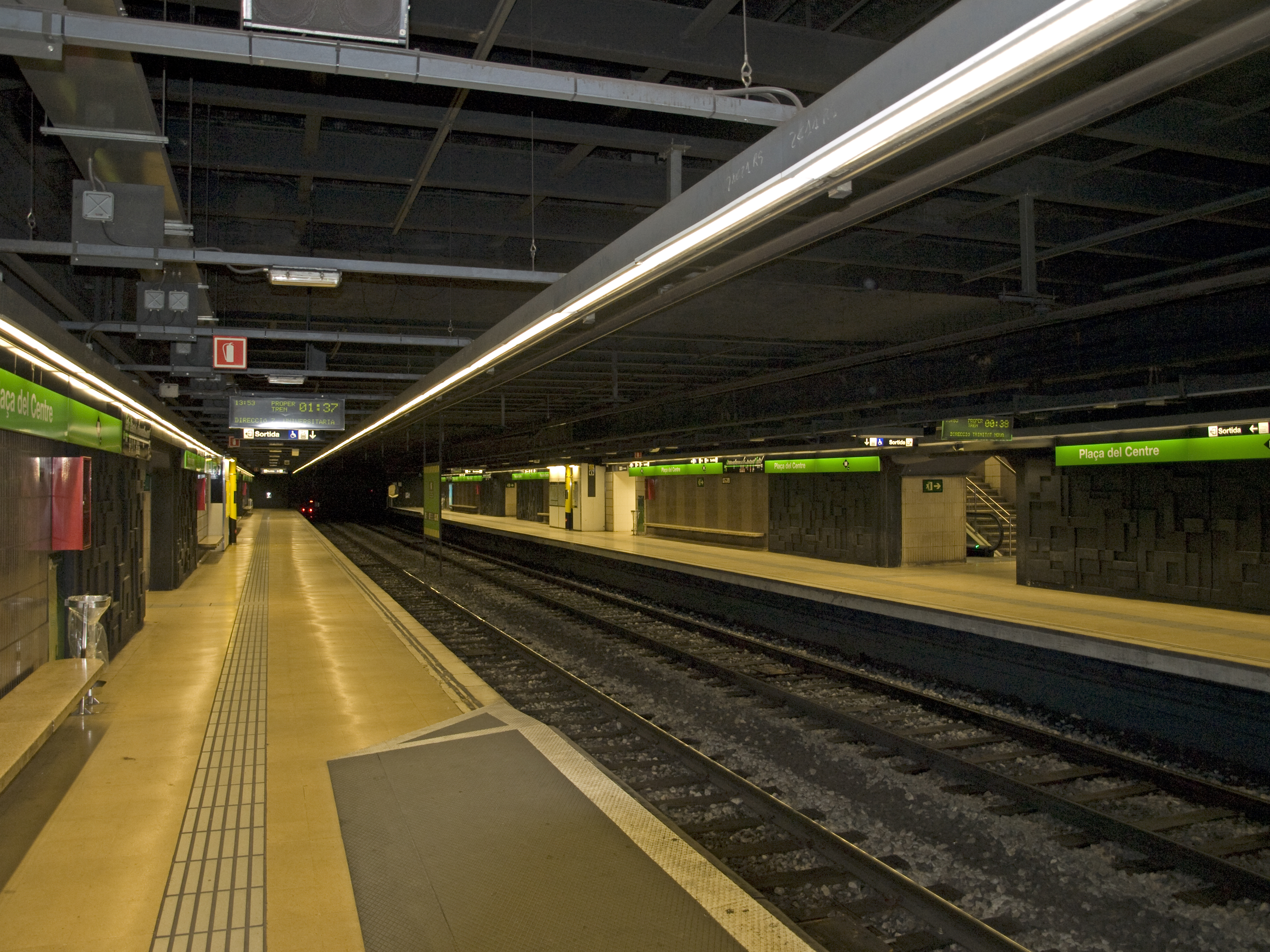
El tram entre Poble Sec i Zona Universitària obrí com a línia separada el 1975 (línia IIIb). El 1982 s'unificà amb la resta de la línia

L'any 1975 es va obrir l'anomenada línia III-B, o línia 3-B, que connectava l'estació de Paral·lel i Zona Universitària. El canvi de nomenclatura fou perquè s'utilitzava en aquest tram un tercer carril per alimentar els trens en comptes de la catenària que hi havia a la resta de la línia. A Paral·lel els viatgers havien de transbordar entre la línia III i la IIIB; els trens de la IIIB se situaven a les andanes que actualment utilitza la línia 2.
El 20 de gener de 1975 es va obrir primer el tram de 3.600 metres de longitud entre Sants-Estació (llavors Roma Renfe) i Zona Universitària. Era de set estacions i les altres estacions intermèdies eren Palau Reial (Palacio), Maria Cristina, Les Corts i Plaça del Centre. El 15 de juliol s'obrí el segon tram de quatre estacions Tarragona, Espanya, Poble Sec (llavors Parlamento) i Paral·lel (llavors Pueblo Seco). La de Paral·lel només es va posar en marxa les noves andanes, ja que ja existia des del 1970 com a terminal de la línia III.
Amb la instal·lació del tercer carril entre Paral·lel i Lesseps, el 5 de juny de 1982 es va unificar la línia, eliminant el transbord en aquella estació. Posteriorment, tota la línia passaria al sistema de catenària rígida adoptat per primer cop a la línia 2, inaugurada el 1995.

### Tram Vallcarca - Trinitat Nova

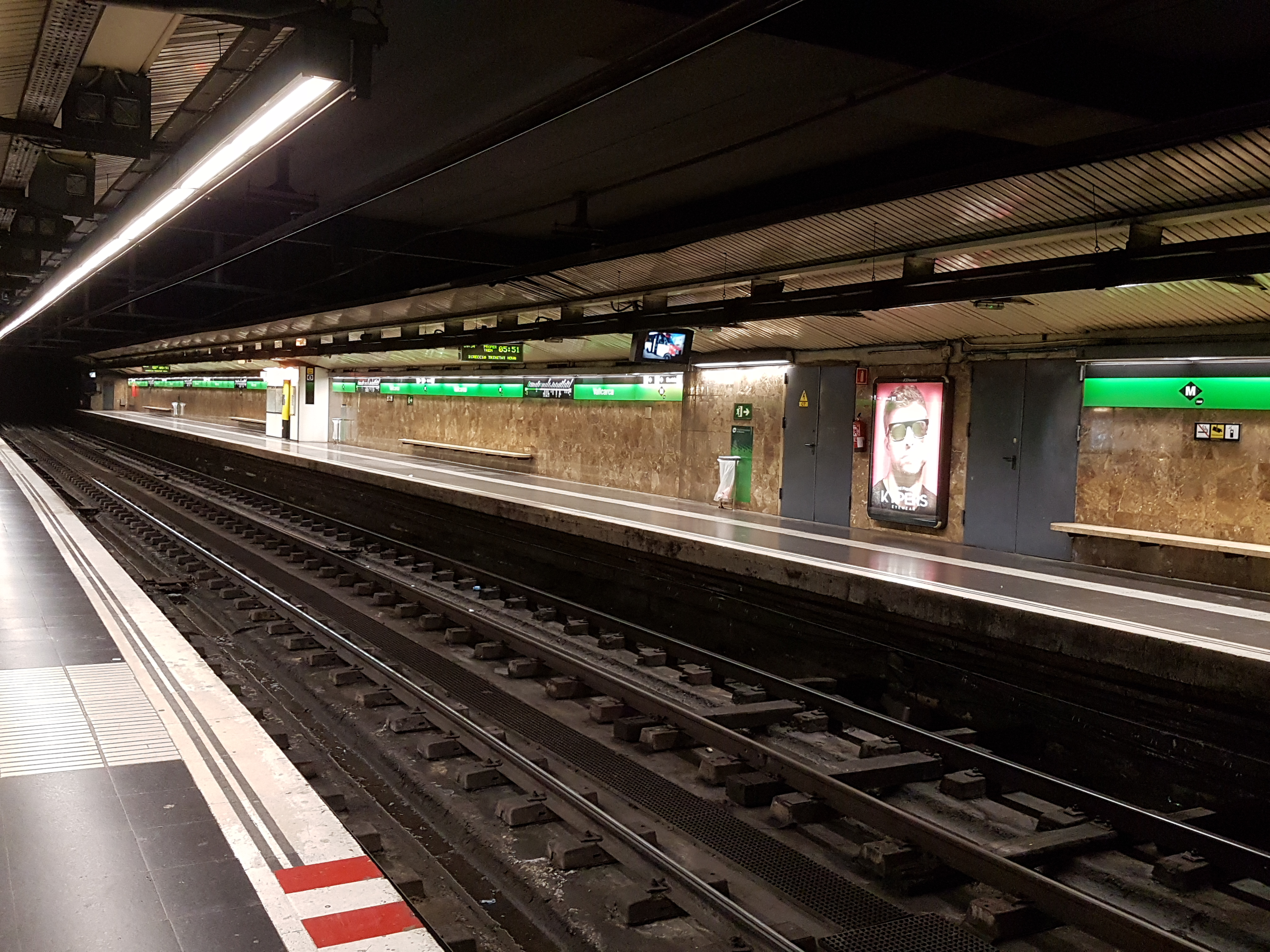
Primera extensió des de la històrica terminal de Lesseps fins Montbau el 1985

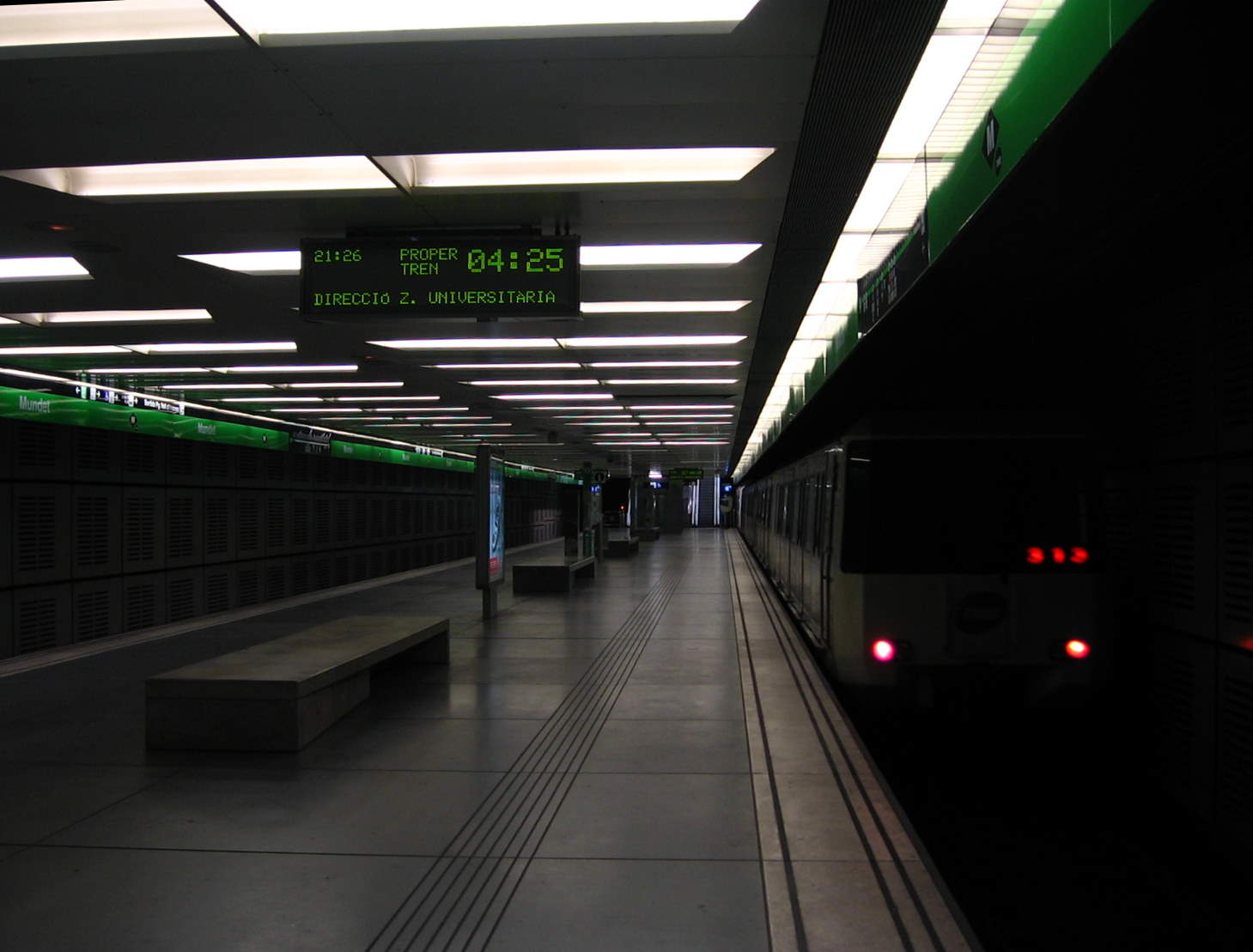
Arribada a Canyelles el 2001 i a Trinitat Nova el 2008

El 6 de novembre de 1985 es perllongava per primer cop des de la terminal històrica de Lesseps amb quatre estacions Vallcarca, Penitents, Vall d'Hebron i Montbau. La inversió va ser de 3.000 milions de pessetes en 3.900 metres de longitud. Les cotxeres de Sant Genís a Vall d'Hebron es van posar en funcionament posteriorment, ja que encara estaven en construcció.
Al setembre de 2001 la línia es va perllongar amb tres estacions fins a Canyelles, amb les estacions intermèdies de Mundet Valldaura, donant cobertura a aquests barris i al campus universitari de Mundet. Les estacions van incorporar l'accés a PMR.
L'últim tram de dues estacions, Roquetes i Trinitat Nova, es va posar en servei el 4 d'octubre de 2008. Inicialment s'havia d'obrir el 2007 però l'esfondrament del Carmel en va endarrerir la construcció. A Trinitat Nova enllaça amb la línia 4 i la línia 11.

## Futures ampliacions
Per una banda es planteja el perllongament en una estació des de Trinitat Nova a l'estació de Trinitat Vella, tant en el Pla Director d'Infraestructures de l'Autoritat del Transport Metropolità del 2001-2010 com el del 2009-2018. Per l'altra banda, el PDI 2001-2010 recull l'actuació AX17 que plantejava la construcció de l'anomenada línia 12, en la revisió del PDI es va substituir aquesta per l'AX17a (perllongament de la L3) i l'AX17b (perllongament de L6). Al PDI 2009-2018 es recull la mateixa actuació afegida posteriorment que és l'ampliació en nou estacions des de Zona Universitària fins a l'estació de rodalia al municipi de Sant Feliu de Llobregat. Les estacions són les següents:
Costat Besòs
- Trinitat Vella: Amb correspondència amb la L1.

Costat Llobregat
- Finestrelles | Sant Joan de Déu: Al barri de Finestrelles d'Esplugues de Llobregat, al costat de l'Hospital de Sant Joan de Déu. Correspondència amb la L6.
- Esplugues Centre: Situada a la plaça de l'Ajuntament. Correspondència amb el Trambaix.
- Sant Just Centre: Cruïlla del Carrer Major i la Rambla, a Sant Just Desvern.
- Hospital Comarcal: Al costat de l'Hospital Comarcal de Sant Joan Despí. Correspondència (propera) amb el Trambaix.
- Av. Barcelona: Correspondència (propera) amb el Trambaix.
- Sant Joan Despí: Correspondència amb Rodalia de Barcelona.
- Torreblanca: Situada al barri de Torreblanca - Pla del Vent.
- El Pla del Vent: Correspondència amb el Trambaix.
- Sant Feliu: Correspondència amb Rodalia de Barcelona.